# 1964年インスブルックオリンピックのアメリカ合衆国選手団
1964年インスブルックオリンピックのアメリカ合衆国選手団（1964ねんインスブルックオリンピックのアメリカがっしゅうこくせんしゅだん）は、1964年1月29日から2月9日までオーストリアのインスブルックで開催された冬季オリンピックのアメリカ合衆国選手団、およびその競技結果。

## 概要
今大会は金メダル1個、銀メダル2個、銅メダル4個の合計7個のメダルを獲得したものの、前回大会に比べると落ち込んだ。

## メダル
| メダル | 選手名                                    | 競技               | 種目         |
| ------ | ----------------------------------------- | ------------------ | ------------ |
| 金     | リチャード･マクダーモット                 | スピードスケート   | 男子500m     |
| 銀     | ビリー・キッド                            | アルペンスキー     | 男子回転     |
| 銀     | ジーン・ソーバート                        | アルペンスキー     | 女子大回転   |
| 銅     | ジェームズ・ヒューガ                      | アルペンスキー     | 男子回転     |
| 銅     | ジーン・ソーバート                        | アルペンスキー     | 女子回転     |
| 銅     | スコット・アレン                          | フィギュアスケート | 男子シングル |
| 銅     | ヴィヴィアン・ジョゼフ ロナルド・ジョゼフ | フィギュアスケート | ペア         |